# Фатта
Фатта (араб. فتّة «подрібнений» або «крихта», також романізоване як fette, fetté, fatta або fattah) — страва, яку їдять у Леванті та Єгипті й складається зі шматочків свіжого, підсмаженого, запеченого або смаженого хліба, покритого іншими інгредієнтами, які відрізняються залежно від регіону. Іноді в Леванті його також називають шаміят (араб. شاميات «Дамаскін»).

## Географічне поширення
Фатта — це стародавня страва, поширена в регіоні Машрік арабського світу, а також у Єгипті.

## Регіональні відмінності
Арабська кухня

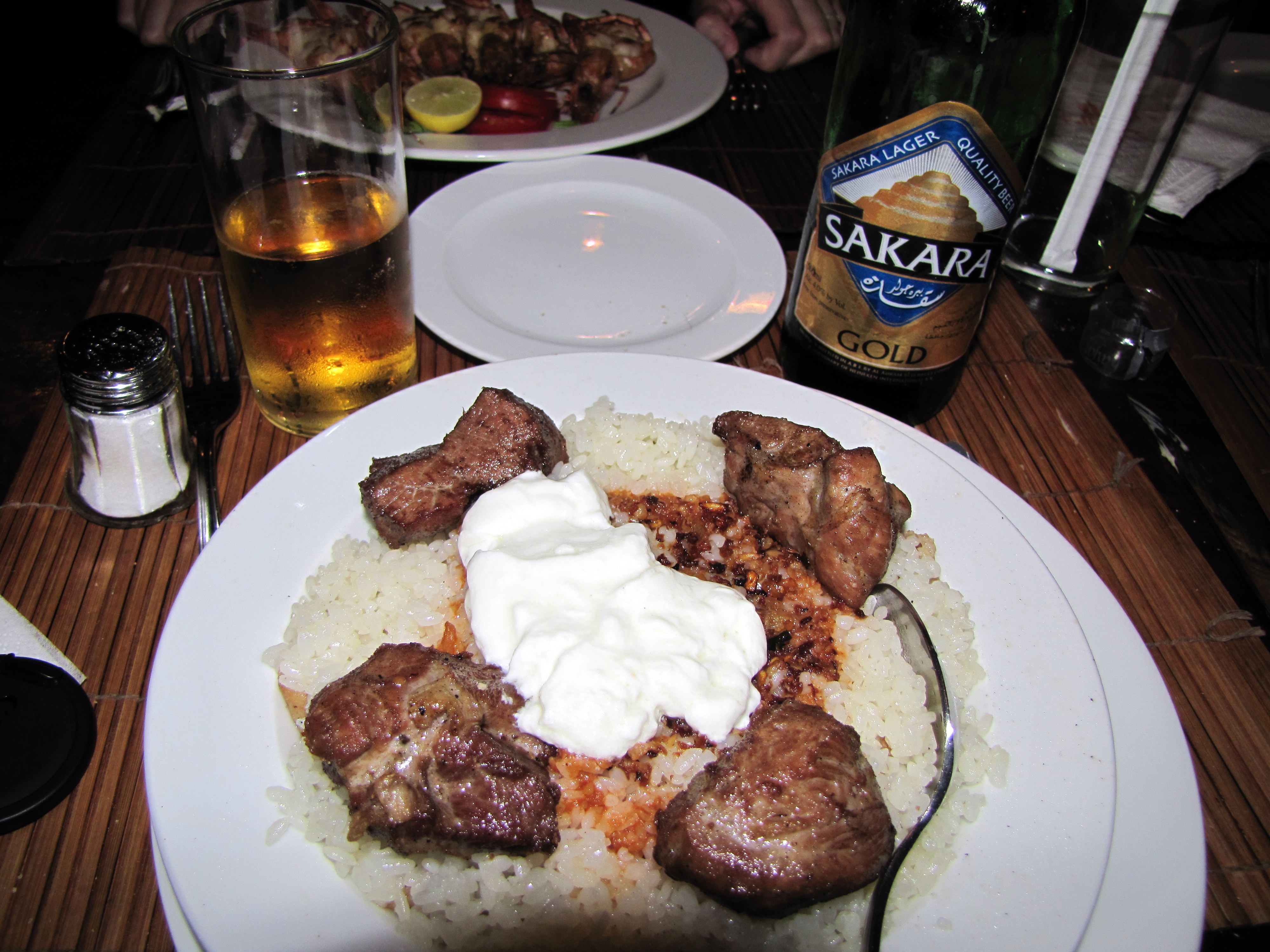
Єгипетська фатта

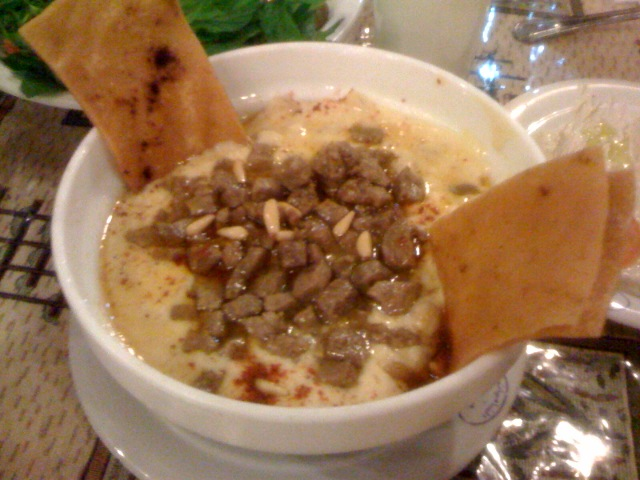
Сирійська фетта з смаженими кубиками баранини та кедровими горішками, подається з шиплячим вершковим маслом

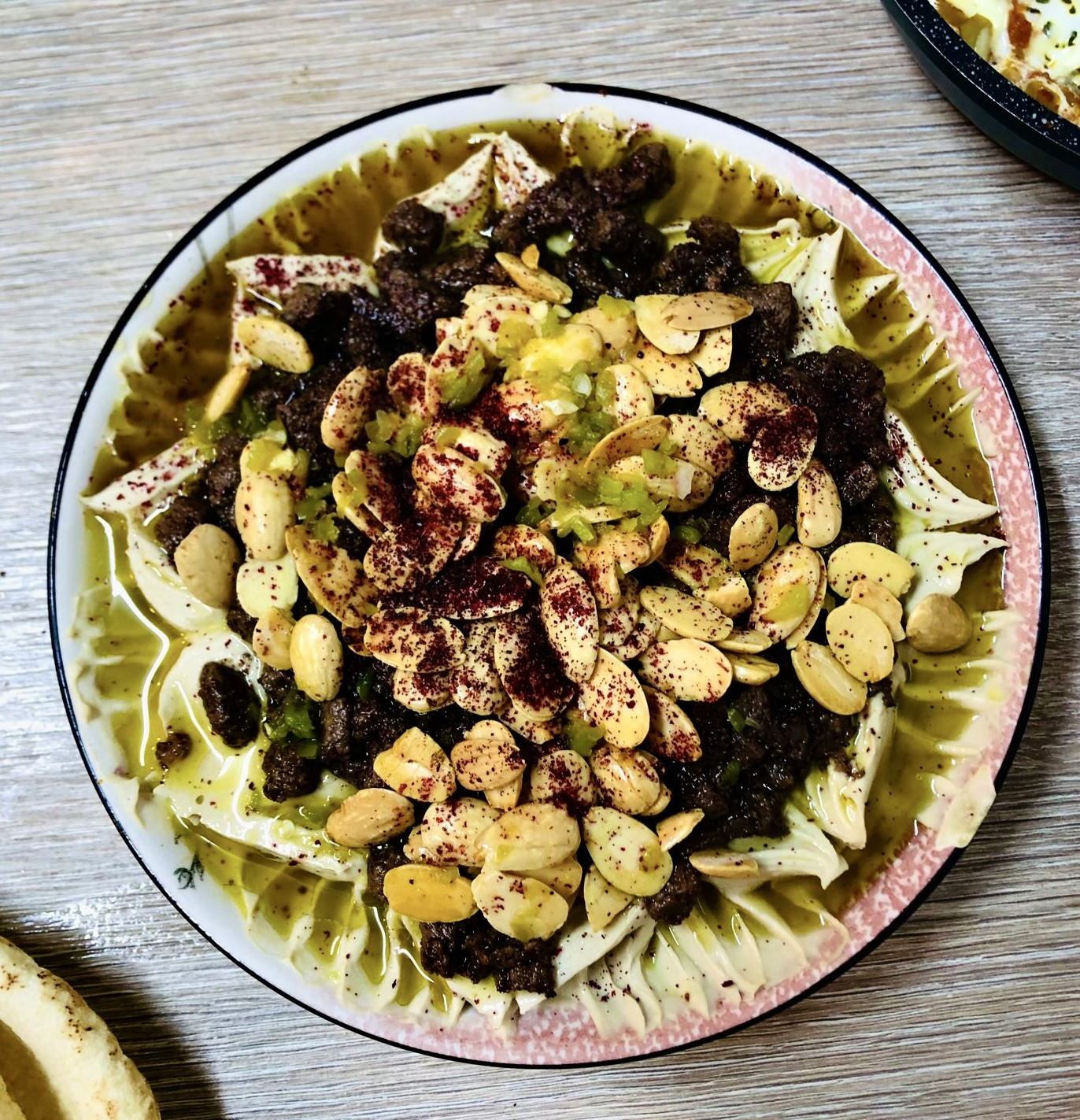
Хумус Фатте з бараниною та пряним нутом.

Страви фетти включають широкий вибір регіональних і місцевих варіацій, деякі з яких також мають власні назви.
- Єгипет: єгиптяни готують страву під назвою «фатта» як святкову їжу.[2] Її готують в особливих випадках, наприклад, на святкування першої вагітності жінки або на Ід аль-Фітр і Курбан-Байрам. Става готується на основі м'ясного бульйону зі смаком часнику та оцту і хрустких коржів, які подаються в тарілці з рисом і соусом, що складається з часникового томатного соусу.
- Сирія: Левантійська фетта, яку їдять як на сніданок, так і ввечері,[2] завжди починається зі стопки хліба хубз, наповненого фільтрованим йогуртом, нутом, приготованим на пару, і оливковою олією, які подрібнюють і змішують разом. На наступному етапі в суміш майже завжди всипають чайну ложку кмину. Після цього в чашу можна додати практично все, що завгодно. Деякі фетти виготовляються з баклажанів і жульєну з моркви, приправлених куркою-гриль і кедровими горішками, а деякі містять баранячі гомілки, різні спеції та йогурт.[2] Фаттуш — це салат, приготовлений із підсмажених шматочків лаваша, який також належить до сімейства «шаміят».[2]
- Палестина: Фетта з Гази подається у вигляді простого рису, звареного на м'ясному або курячому бульйоні, а потім приправленого легкими спеціями, зокрема корицею. Потім рис викладають на тонкий хліб маркук, який, у свою чергу, гасять у очищеному вершковому маслі та зверху кладуть різне м'ясо.[3] Мусахан також належить до страв фетта.